# Šípový jed

Příprava šípového jedu u Křováků

Šípový jed je toxická substance přírodního původu, používaná v domorodých kulturách k lovu zvěře nebo ve válečnictví. Jedy se nanášejí na špice šípů do luků či kuší, šipek do foukaček, oštěpů, kopí nebo i harpun. Vyrábějí se z různých jedovatých rostlin, v menší míře i ze živočichů. Historie jejich využití sahá podle nepřímých důkazů až do doby kamenné, některá etnika v Asii, Africe i Latinské Americe je však k lovu používají dodnes.
Nositeli bezprostředního toxického účinku šípových jedů jsou nejčastěji alkaloidy, srdeční glykosidy nebo polypeptidy. Mezi významné rostliny používané k jejich přípravě náležejí zejména kulčiby, akokantery, chondrodendron plstnatý a další rostliny z čeledi lunoplodovité, oměje, ančar jedovatý a mancinela obecná. Jed je většinou připravován z několika různých surovin. U šípových jedů používaných k lovu je podstatné, aby se buď tepelnou úpravou masa neutralizovaly, nebo aby se při průchodu trávicím systémem nevstřebávaly do krve.
Známým typem šípového jedu je jihoamerické kurare, vyznačující se paralyzujícím účinkem na kosterní svalstvo. Pro své uvolňující působení má význam i v medicíně. Známé jsou rovněž šípové jedy, připravované kolumbijskými Indiány ze sekretu žabek pralesniček. Sofistikovaný a účinný šípový jed, vyráběný z broučích larev, používají Křováci v Kalahari.

## Prehistorie
Vzhledem k tomu, že šípové jedy jsou organické substance podléhající rozkladu, jsou teorie o jejich využití v dávné historii založeny spíše na nepřímých důkazech než na exaktních archeologických nálezech.
Nálezy hrotů podobného charakteru jako ty, které jsou v jižní Africe na jedovaté šípy používány dodnes, pocházejí již z počátku svrchního paleolitu, z období před 43 000 let. V horách Lebombo v jižní Africe byla při archeologických vykopávkách v jeskyni Border Cave nalezena dřevěná tyčinka, považovaná za prostředek k nanášení jedu na špičky šípů. Její stáří bylo stanoveno na 24 000 let. Pomocí chromatografie na ní bylo zjištěno stopové množství mastných kyselin, pocházejících z ricinového oleje, což je považováno za důkaz použití jedovatého ricinu jako šípového jedu.
Masajové zřejmě používali šípové jedy již v období před 20 000 lety. Za zdroj jedu je považována akokantera.
Nejstarší archeologické nálezy šípů, na nichž se zachovaly zbytky jedu, pocházejí ze starověkého Egypta z období asi 2181- 2060 př. n. l. Jed obsahuje srdeční glykosidy a pochází zřejmě z některé rostliny z čeledi toješťovité (akokantera, adénium či kalotropis). Špice šípů byly vyrobeny z kostí a slonoviny, v menší míře z bronzu a železa. Sloužily patrně k lovu zvěře.
Nejstarší dochované písemné zmínky pocházejí z indických véd z období kolem doku 1200 př. n. l. Jed byl zřejmě připravován z oměje a otrávené šípy se používaly ve válečných střetech.
Zmínka o otrávených šípech byla nalezena i na hliněné destičce, pocházející z Asýrie ze 7. století př. n. l. Jejich použití zmiňuje též Homér v Odyseji.
O šípových jedech, používaných v Etiopii, se ve svém díle zmiňuje řecký učenec Theofrastos i římský básník Claudius Claudianus.
S otrávenými šípy se při svém vpádu do Indie setkala výprava Alexandra Velikého (325-326 př. n. l.). Jed byl připravován ze zahnívajících hadů. Podle některých údajů připravovali podobný jed ze směsi zahnívajících hadů a lidské krve i Skytové.

## Africké šípové jedy

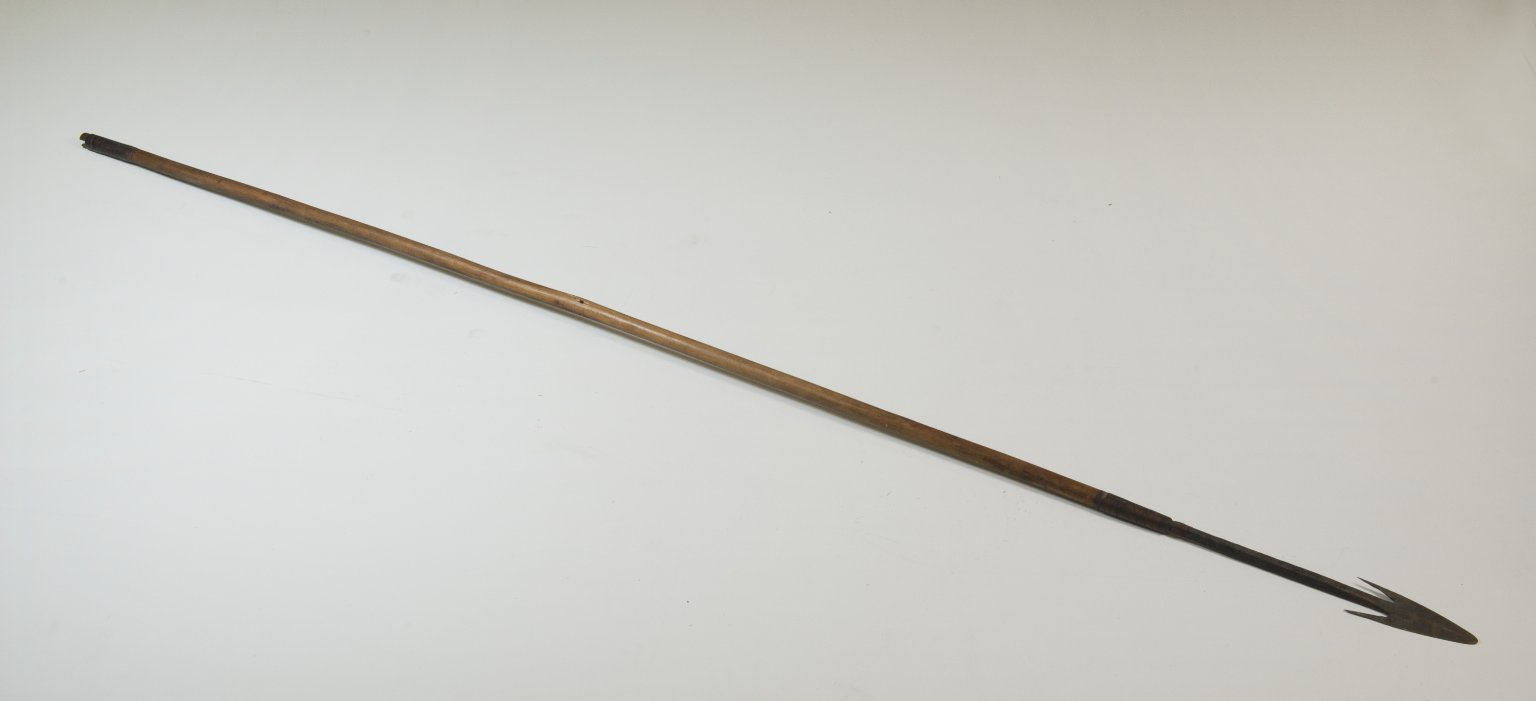
Otrávený šíp z Konga

V subsaharské Africe příslušníci různých etnik vyráběli či dosud vyrábějí účinné šípové jedy ze značně široké palety různých přírodních zdrojů. Některé z tradičních jedů představují extrakt z jediného druhu rostliny, většinou je ale složení komplexnější a mimo jedné nebo dvou složek, které jsou nositeli hlavního toxického efektu, zahrnuje i další přísady. Některé z nich zvyšují toxicitu a efektivitu jedu tím, že podporují jeho vstřebávání z rány, další se přidávají k dosažení požadované konzistence a přilnavosti hmoty k šípu. Během 25 let trvajícího výzkumu bylo v rámci celého afrického kontinentu identifikováno 265 různých rostlin, které se jako ingredience používají.
Znalost složení jedu a jeho přípravy byla v domorodých společenstvích zpravidla výsadou šamana, kouzelníka či bylinkáře, případně i jeho rodiny. Příprava jedu je považována za lékařsko-kouzelnické umění a dodnes bývá provázena tajemnými rituály a tabu. Jed například nikdy nepřipravuje nemocný člověk, protože se věří, že by jeho slabost přešla do jedu a ten by byl pak neúčinný. V současnosti si jej často lovci připravují sami.
Šípový jed je v zásadě připravován třemi základními způsoby. Nejčastěji se rozdrcené části rostlin vaří po několik hodin až dní ve vodě, dokud nevznikne dehtovitá substance, která se pak nanáší na šípy. Technika výroby může být různá od jednoduchého vaření v otevřené nádobě až po složitou extrakci vyžadující specializované vybavení. Další metoda, která se používá zejména pro olejnaté rostlinné části, jako jsou semena nebo kořeny, spočívá v rozetření čerstvého materiálu na kaši. Pro dobrou konzistenci a přilnavost se do směsi přidává lepivá šťáva, většinou získávaná ze stromovitých pryšců, které jsou navíc samy o sobě jedovaté. Jiný způsob je typický pro pralesní kmeny, zejména Pygmeje. Používají čerstvý a šťavnatý rostlinný materiál, jako jsou tenké větévky, kůra a kořeny mladých rostlin, z něhož pomocí lisu vylisují šťávu. Tu pak nanášejí přímo na šípy.
Příslušníci pralesních kmenů špice šípů opalovali a tím vytvrzovali v ohni, a jed se nanášel na špici šípu. Na savanách byly používány šípy s trojúhelníkovitými železnými hroty, na něž se jed nanášel ze zadní strany, aby se při proniknutí do kůže nesetřel. Šíp byl za hlavicí často zeslabený vroubky a při útěku zvířete vegetací se v tomto místě odlomil, zatímco hlavice s jedem zůstala v ráně. Jiným způsobem, jak jed v ráně udržet, bylo sestavení šípu ze dvou dílů. Hlavice se připevnila na krátký a tenký kus, který se zasunul do dutého šípu a připevnil jen lehce. Po zásahu se oba díly oddělily a hlavice s jedem zůstala v ráně.
V jihovýchodní části střední Afriky používaly některé kmeny (zejména Pygmejové) k vystřelování jedovatých šípů kuše, které byly jako zbraň velmi účinné.
Hlavní účinnou složkou většiny afrických šípových jedů jsou rostliny obsahující srdeční glykosidy, zejména různé druhy rodů akokantera, krutikvět a Parquetina z čeledi toješťovité. Jedy na bázi akokantery jsou používány i k lovu velkých savců. Příležitostně byly zdrojem toxických substancí i jiné rostliny z čeledi toješťovité, jako jsou adénia (Adenium), kalotropis (Calotropis) nebo besednice (Pergularia), a také rody jutovník (Corchorus) a mansonie (Mansonia) z čeledi slézovité. Rod Erythrophleum z čeledi bobovité obsahuje místo glykosidů kardioaktivní alkaloidy, které ale mají obdobný účinek a využití.

### Křováci

Nanášení jedu z larev Diamphidia nigroornata a semen Bobgunnia madagascariensis na špici šípu

Neobyčejný šípový jed připravují Křováci v oblasti Kalahari, kteří jej k lovu používají dodnes. Nanášejí jej na špice tenkých a poměrně lehkých šípů. Nástup účinku je pozvolný, jed je však velmi účinný a používá se i k lovu velkých savců. K jeho přípravě domorodci používají larvy dřepčíků rodu Diamphidia, Blepharida či Polyclada, které žijí na některých druzích dřevin z čeledi březulovité (myrhovníky Commiphora africana a C. angolensis) a ledvinovníkovité (marola Sclerocarya afra, dříve Sclerocarya caffra). Nejčastěji je vyhledáván druh Diamphidia nigroornata, jehož larvy se živí listím keře Commiphora africana.
Larvy se před kuklením zahrabávají do písčité půdy, kde si vytvářejí oválné kokony. Křováci kokony vyhrabávají a sbírají do skořápky z pštrosího vejce nebo nověji do plastové nádobky.
Jed je připravován z ještě nezakuklených larev, zatímco kukly či dospělí brouci nejsou využíváni.
Larvu domorodec vyklepne z kokonu, promne mezi prsty a poté rozmělní paličkou, aby se oddělily vnitřní tkáně od pokožky, načež její obsah vymáčkne do připravené nádobky z kolenní hlavice žirafí nebo antilopí kosti. Na jeden šíp je zapotřebí jedu asi z 10 larev.
Domorodec rozžvýká kůru akácie Senegalia mellifera, případně některých jiných rostlin (chřestu, boscie Boscia albitrunca nebo cicimku Ziziphus mucronata), a sliny smíchá v nádobce s rozmělněným obsahem larvy. Do směsi se přidává čerstvě upražené semeno bobovitého stromu Bobgunnia madagascariensis a k vylepšení jedu někdy i šťáva ze sanseviery.
Některé larvy bývají parazitované larvami střevlíkovitých brouků rodu Lebistina. V nich se jed akumuluje a jsou proto používány přednostně. K přípravě protijedu používají Křováci sansevieru Sansevieria aethiopica a lubenici Citrullus naudinianus.
Některé kmeny Křováků připravují šípový jed ze ztlustlých kořenů adénií (Adenium boehmianum, A. oleifolium). Vykopané hlízovité kořeny nejprve okrájejí a pak je naškrábou zvířecí kostí do nádoby. Dlouho je vaří, dokud se z toho nestane hustá lepivá směs, kterou nanášejí na špice šípů. V jiných kmenech se jed připravuje z cibulí amarylkovité rostliny Boophone disticha (syn. B. toxicaria) a kobřího jedu. Šťáva z rostliny se nakape na malý kámen, který se vloží do tlamy kobry a vymáčkne se na něj hadí jed. Po smísení se šťáva nanáší přímo na hroty šípů.

Dřepčík Diamphidia nigroornata
Larva Diamphidia nigroornata
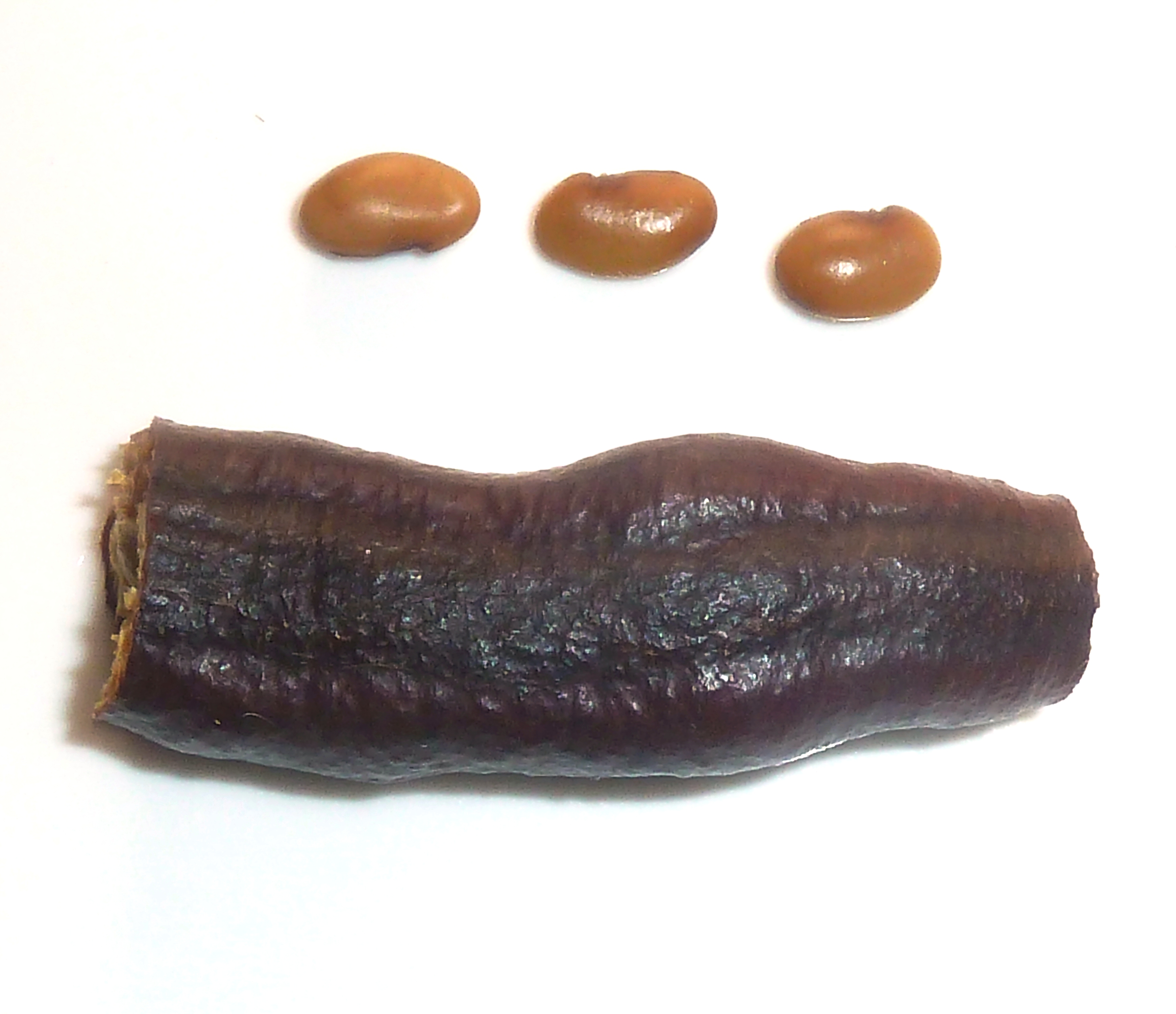
Semena a část plodu Bobgunnia madagascariensis

### Pygmejové
Pygmejové v Kongu používají velmi účinný a rychle působící šípový jed, který paralyzuje kořist dříve, než se může ztratit v pralesním podrostu. Jeho příprava je dosti komplikovaná, jedná se však o jeden z nejsilnějších šípových jedů v Africe. K jeho přípravě se používá asi 10 různých rostlin, včetně dvou druhů kulčiby a jednoho druhu krutikvětu, spolu s Erythrophleum z čeledi bobovité, amarylkou a divokými druhy pepřovníku. Pro dosažení potřebné konzistence přidávají šťávu ze smldince (Dioscorea) a latex z fíkovníku. Při přípravě jedu se rozdrcené ingredience smíchají v míse se slinami a nechají vyluhovat, pak se přidá jedovatá žába a směs se vaří, dokud nenabyde pastovité konzistence. Následně se přimíchají rozdrcené broučí larvy a černí žahaví mravenci, směs se vyškrábe z mísy a zabalí do kusu tenké kůry. Balíček se vloží do těla opice, která byla za tímto účelem zabita, a na několik dní se zakope. Po několika dnech hnilobného rozkladu se vyndá a jako poslední ingredience se vmíchá šťáva z pryšce.

## Šípové jedy v temperátní Asii

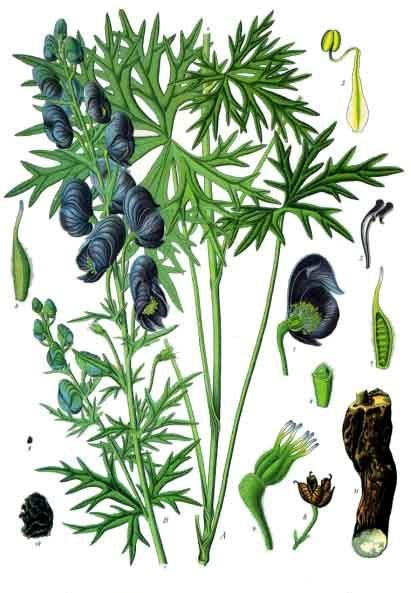
Ilustrace oměje Aconitum ferox

Základní surovinou k výrobě šípových jedů v chladných a temperátních oblastech Asie byly různé druhy oměje. Tyto jedy se používaly jak v Číně, tak i na východní Sibiři a Kamčatce.
Zdrojem informací o tradiční přípravě šípového jedu v Číně je zejména čínská Materia Medica jménem Pen Ts'ao. Hlavní surovinou byly hlízy omějů Aconitum carmichaeli a A. kusnezoffii, lokálně i jiných druhů. Čerstvé hlízy byly po oloupání rozdrceny a byla z nich vymačkána šťáva, která byla v míse ponechána ke krystalizaci. Při chladném počasí byla opatrně zahřívána. Výsledná, již téměř pevná směs byla vyuzena v kouři ze žlutodřevu a dřezovce a poté zapečetěna do láhve, kde jed po čase zkrystalizoval a nabyl podoby hnědého cukru. Na šíp se nanášel v množství asi 0,5 g. K výrobě 1 g jedu bylo zapotřebí asi 50 g kořenů. V Číně se tyto jedy používaly ještě v 17. století a v omezené míře i později.
Na východě země se ke kořenům oměje přidávaly i další ingredience, jako je jed z ocasního trnu trnuchy východní (Hemitrygon akajei) nebo extrakty z lýkovce Daphne kamtschatica, tolitovníku Cynanchum caudatum či ořešáku japonského (Juglans ailantifolia). Z omějů se připravovaly šípové jedy také podél jižního úpatí Himálaje až po severní Myanmar.
K ulovení slona bylo zapotřebí 13 takových šípů, na vodního buvola stačily dva.
Ainuové na japonském ostrově Hokkaidó vyráběli velmi účinný jed ze dvou místních druhů oměje: Aconitum ferox a A. japonicum. Šípy používali k lovu zvířat včetně medvědů a v dávnějších dobách zřejmě i ve válečnictví. Kořeny vykopávali na jaře, usušili na slunci a poté rozdrtili mezi dvěma kameny. Materiál smíchali s liščí žlučí a vařili, dokud se objem směsi nezmenšil na polovinu. Po přefiltrování nechali směs vyschnout. Následně přidali jedovaté pavouky a vodu a směs vařili až do gumovité konzistence. Výroba jedu byla výsadou pouze několika mužů, kteří drželi postup výroby v tajnosti. Jeho účinnost se zkoušela na jazyku. Pokud malý kousek hned způsobil brnění a znecitlivění, byl jed dobrý. Špice šípů byly dlouhé asi 5 cm a vyráběly se z bambusu. Po straně špice byl žlábek, do něhož se vetřela hrudka jedu asi o velikosti hrášku a přetřela se borovou smolou. Špice byla k rákosovému šípu připevněna tak, aby při jeho vytažení zůstala v těle.
Na Kurilských ostrovech a Kamčatce potírali domorodci špice šípů přípravkem z kořenů sasanek.

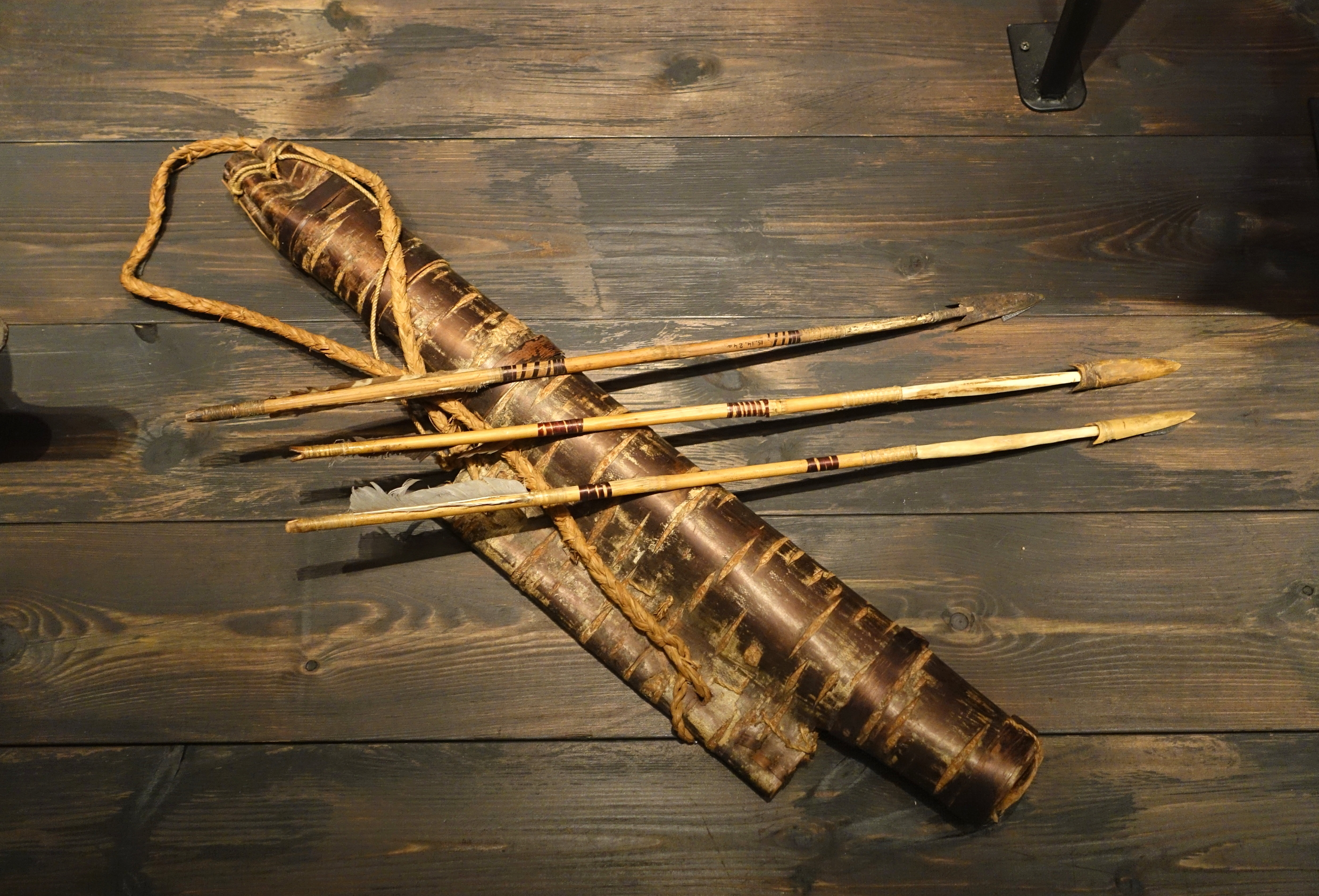
Šípy etnika Ainu z Japonska

## Tropická Asie

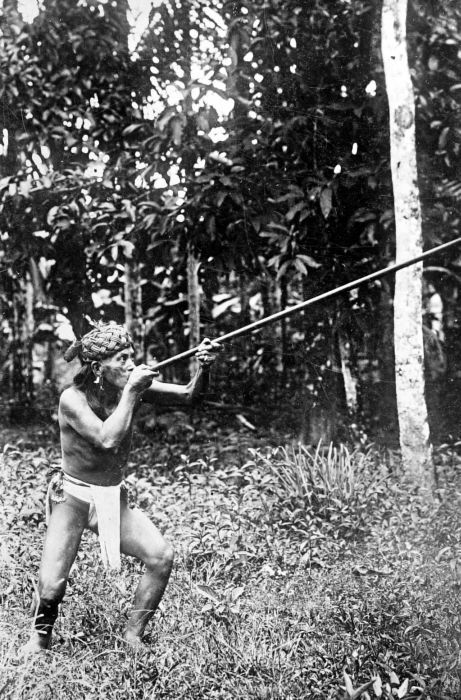
Bornejský Dajak s foukačkou

V jihovýchodní Asii patří použití foukačky a jedovatých šipek k základním domorodým technikám lovu. Hlavním zdrojem šípového jedu je latexová šťáva, vytékající z kmene ančaru jedovatého (Antiaris toxicaria), obrovského pralesního stromu z čeledi morušovníkovité. Rostlina je známa pod názvy upas či ipoh a je používána téměř v celé tropické Asii od Myanmaru a jižní Číny až po Timor.
Jako přísada k ančarovému latexu nebo i jako hlavní složka jedu se v tropické Asii používají různé druhy kulčib, zejména kulčiba jedovatá (S. nux-vomica), kulčiba hořká (S. ignatii) nebo druh Strychnos vanprukii. Dalšími zdroji šípového jedu byly různé druhy rodu krutikvět (Strophanthus) a Beaumontia z čeledi toješťovité a Lophopetalum z čeledi jesencovité.
Na Borneu jsou jako další důležitý komponent jsou přidávány kulčiby (zejména Strychnos ignatii, Strychnos nux-vomica). Mezi další přísady patřily různé druhy rodů kožnatec (Derris), smldinec (Dioscorea), lojovník (Sapium) a tabák (Nicotiana).
V Kambodži je dodnes používán šípový jed z ančaru jedovatého s přísadou Sindora siamensis a šťávy z rostliny rodu Xylia (bobovité), papriky křovité a hadího jedu.
Domorodci na Filipínách někdy také připravují jed ze semen soterku obecného (Abrus precatorius). Semena se rozmělní na pastu, která se natírá na šípové hroty. Smrt nastává v průběhu 24 hodin. Vzhledem k pomalému účinku je tento jed používán zřídka. Horské kmeny na Filipínách používaly ještě v první polovině 20. století šípové jedy, připravované z rostliny Lunasia amara z čeledi routovité a z Lophopetalum javanicum (jesencovité).
V tropických oblastech Indie byly hlavním zdrojem jedů kulčiba dávivá (Strychnos nux-vomica), soterek obecný (Abrus precatorius) a alstonie Alstonia venenata.
V hornatém vnitrozemí ostrova Siberut západně od Sumatry dosud loví domorodci zvěř pomocí účinného šípového jedu. K jeho přípravě používají listy, kůru a dřevo keře Tabernaemontana peduncularis z čeledi toješťovité, kořeny kožnatce Derris elliptica a chilli papričky. Výroba jedu je výsadou šamana. Rostlinný materiál se velmi jemně rozporcuje a následně za studena vylisuje. Hnědočerná tekutina se kapku po kapce chytá do kokosové skořápky a pak nanáší přímo na špice šípů. Po opatrném zauzení v kouři a zaschnutí jsou šípy připravené k použití. Jed působí rychle, po několika minutách nastává smrt zástavou srdce a dechu.

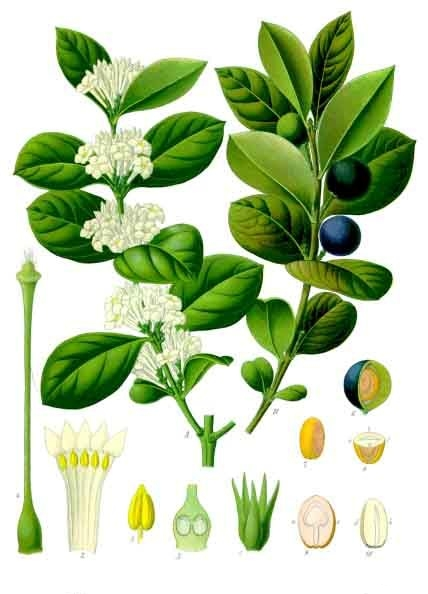
Acokanthera schimperi
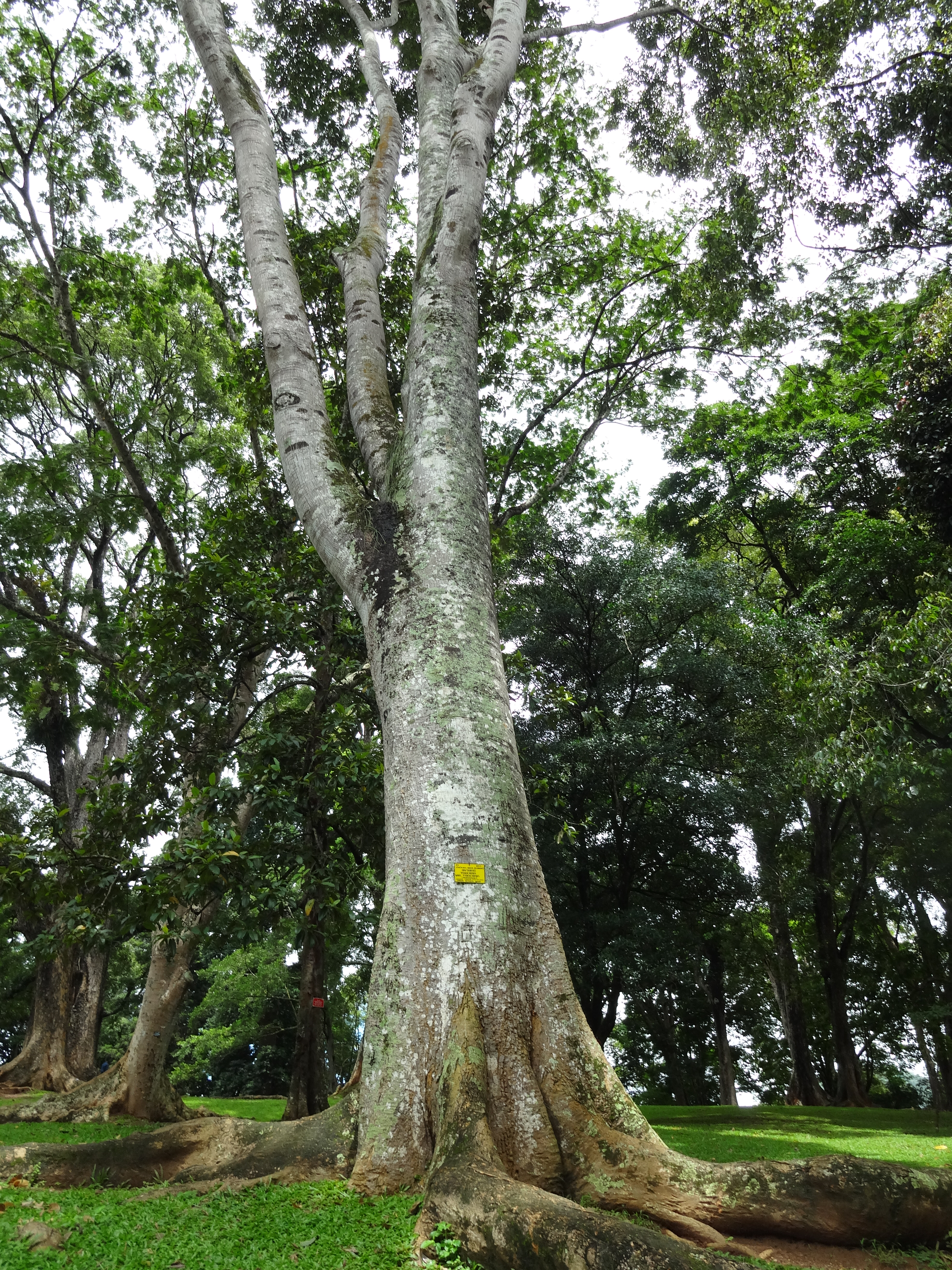
Ančar jedovatý
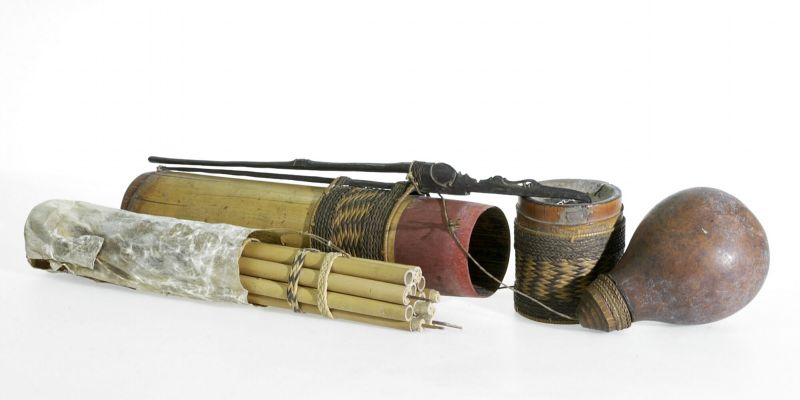
Nádobíčko z Bornea
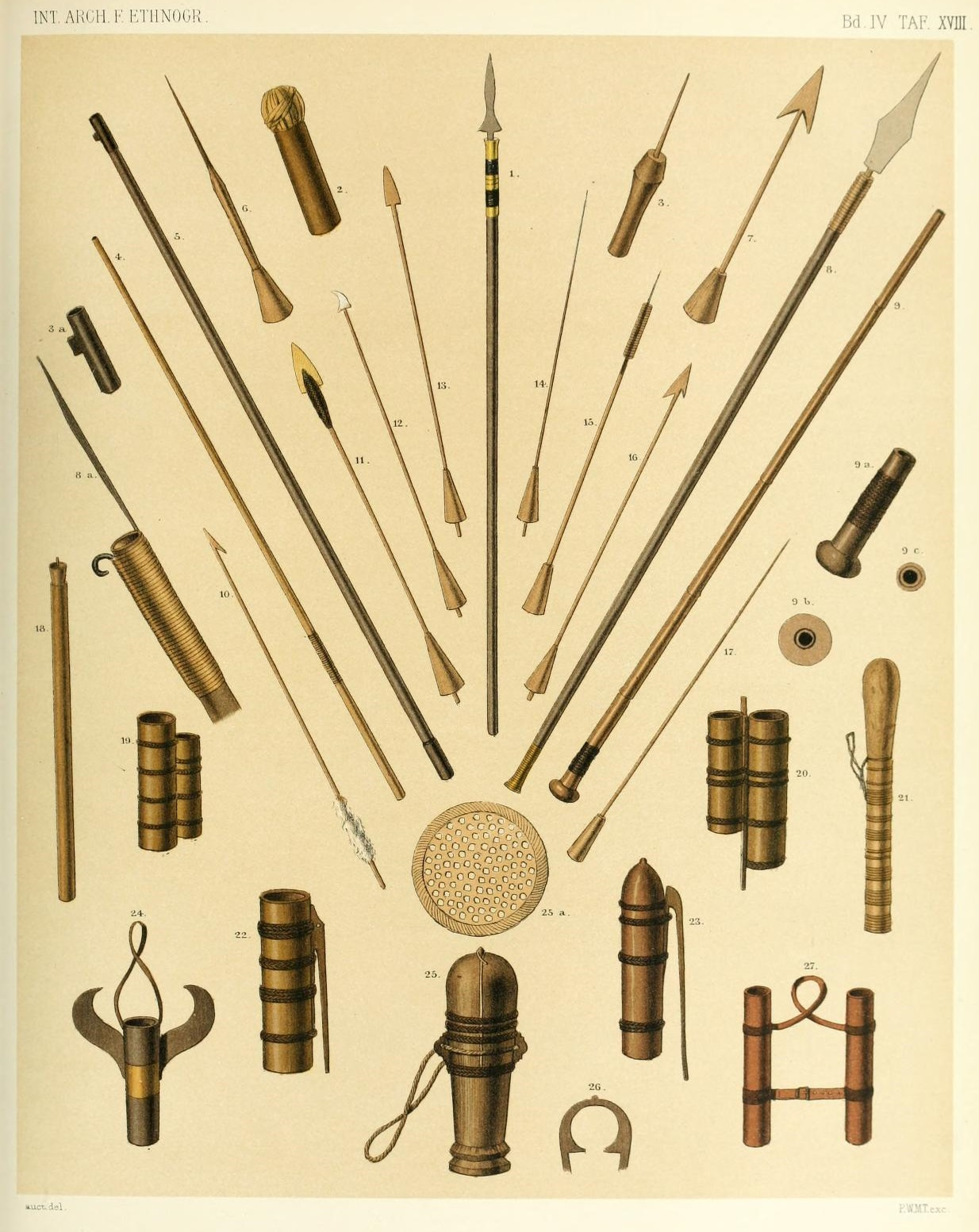
Šipky do foukaček a pouzdra na šipky z Indonésie

## Šípové jedy v Evropě
Podle spisů Plinia staršího požívali Galové i Keltové k lovu zvěře otrávené šípy, na něž dávali šťávu z rostliny zvané lineum (čemeřice nebo kýchavice).
Otrávené šípy byly používané i ve středověké Evropě, konkrétně ve Francii, Polsku a na Pyrenejském poloostrově, a to asi do 15. století. K výrobě jedu sloužily zejména oměje a kýchavice.
Ve středověké anglické knize je popsána příprava jedu z kořenů kýchavice bílé (Veratrum album). Kořeny se vykopávaly koncem srpna, po omytí byly rozdrceny a vylisovány. Šťáva byl po přefiltrování svařena, přičemž byla z hladiny sebrána všechna pěna a nečistoty. Poté byla po několik dnů ponechávána na slunci, dokud nenabyla sirupovité konzistence. Jed se nanášel na špice šípů do kuší.

## Šípové jedy v Severní Americe

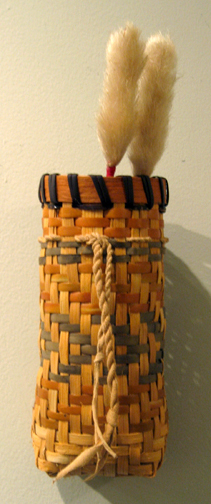
Čerokýzské pouzdro se šipkami do foukačky

Na Aljašce se vyskytuje jen málo jedovatých rostlin a zdroje jsou proto omezené. Zdejší domorodci připravovali jed zejména z různých druhů sasanek.
Aljašští Eskymáci používali jedovaté šípy například k boji s kmeny Chukchi, pocházejícími ze sibiřské strany Beringovy úžiny.
Domorodci na Aleutských ostrovech a ostrově Kodiak používali harpuny otrávené jedem oměje k lovu velryb.
Indiáni žijící v jižnějších oblastech Severní Ameriky dávali spíše přednost zvířecím šípovým jedům. Používali zejména chřestýší jed, který smísili s jeleními nebo hovězími játry a nechávali hnít. Do směsi přidávali též včely, štíry nebo stonožky. Následně byl jed vysušen a rozdrcen. O využití rostlinných jedů se dochovalo jen málo záznamů. Byly získávány například z některých druhů juky.
V oblasti jihovýchodního Oregonu používali Indiáni stonky tolitovníku Cynanchum macrophyllum a bolehlavu plamatého (Conium maculatum) v kombinaci se substancemi z mrtvých zvířat nebo i lidských mrtvol. V jižních oblastech USA a Mexiku byl používán živočišný jed v kombinaci s hnijícími látkami. Do směsi se přidávaly i některé rostliny, jmenovitě juka Yucca glauca, Piscidia piscipula z čeledi bobovité a latexová šťáva Sebastiania pavoniana (pryšcovité).
Na jihozápadě USA používaly indiánské kmeny latex z lojovníku Sapium biloculare (pryšcovité).

## Šípové jedy v Latinské Americe

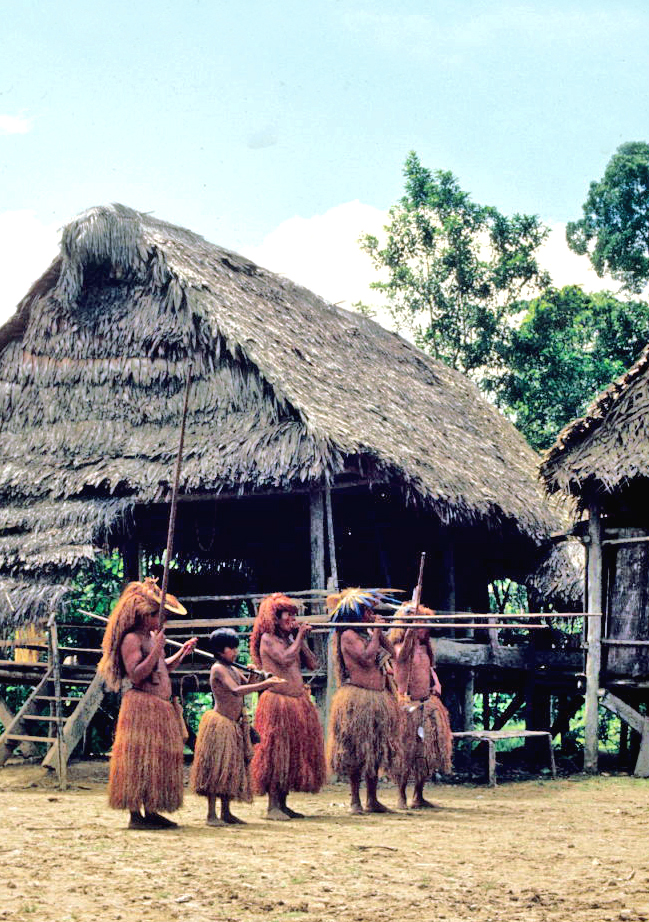
Yanomamové s foukačkami

Otrávených šípů se ve Střední Americe a Karibiku obávali mořeplavci a dobyvatelé již od Kolumbových časů. Hlavním zdrojem jedu byla šťáva z mancinely obecné (Hippomane mancinella) z čeledi pryšcovité, mangrovového stromu rozšířeného na mořských pobřežích od Mexika až po sever Jižní Ameriky. Používány byly i jiné příbuzné rostliny z čeledi pryšcovité, zejména z rodů pryšec (Euphorbia), hura (Hura), sapium (Sapium), Colliguaja a Sebastiania.

### Kurare
Kurare je asi nejznámějším šípovým jedem, který se zapsal i do obecného povědomí. Označují se takto šípové jedy s paralyzujícím účinkem, používané v Amazonii a brazilské oblasti Mato Grosso. Po vpravení do krevního oběhu vyvolávají vratné uvolnění příčně pruhované svaloviny. Ne všechny šípové jedy používané v dané oblasti však patří do této skupiny.
Kurare bylo tradičně děleno na tři typy podle nádoby, ve které bylo přechováváno. Bambusové kurare (Curare de tubo) používaly horské kmeny v povodí řek Ucayali, Marañón a Napo v horní Amazonii. Vyráběli jej z rostlin z čeledi lunoplodovité (Menispermaceae), zejména z různých druhů rodu chondrodendron a Curarea. Uchováváno bylo v článcích stonků bambusu.
Kalabasové kurare (Curare de calabaza), vyráběné z různých druhů kulčiby (zejména z kulčiby jedovaté a Strychnos guianensis), pochází z oblasti Orinoka, Río Negro a spodních partií Amazonky. K jeho uložení používali tykev.
Na středním toku Amazonky a jejich přítocích a podle některých údajů i v Guyaně bylo používáno hrnkové kurare (Curare de poto), připravované ze směsi obou typů rostlin. Bylo skladováno v miskách z pálené hlíny.

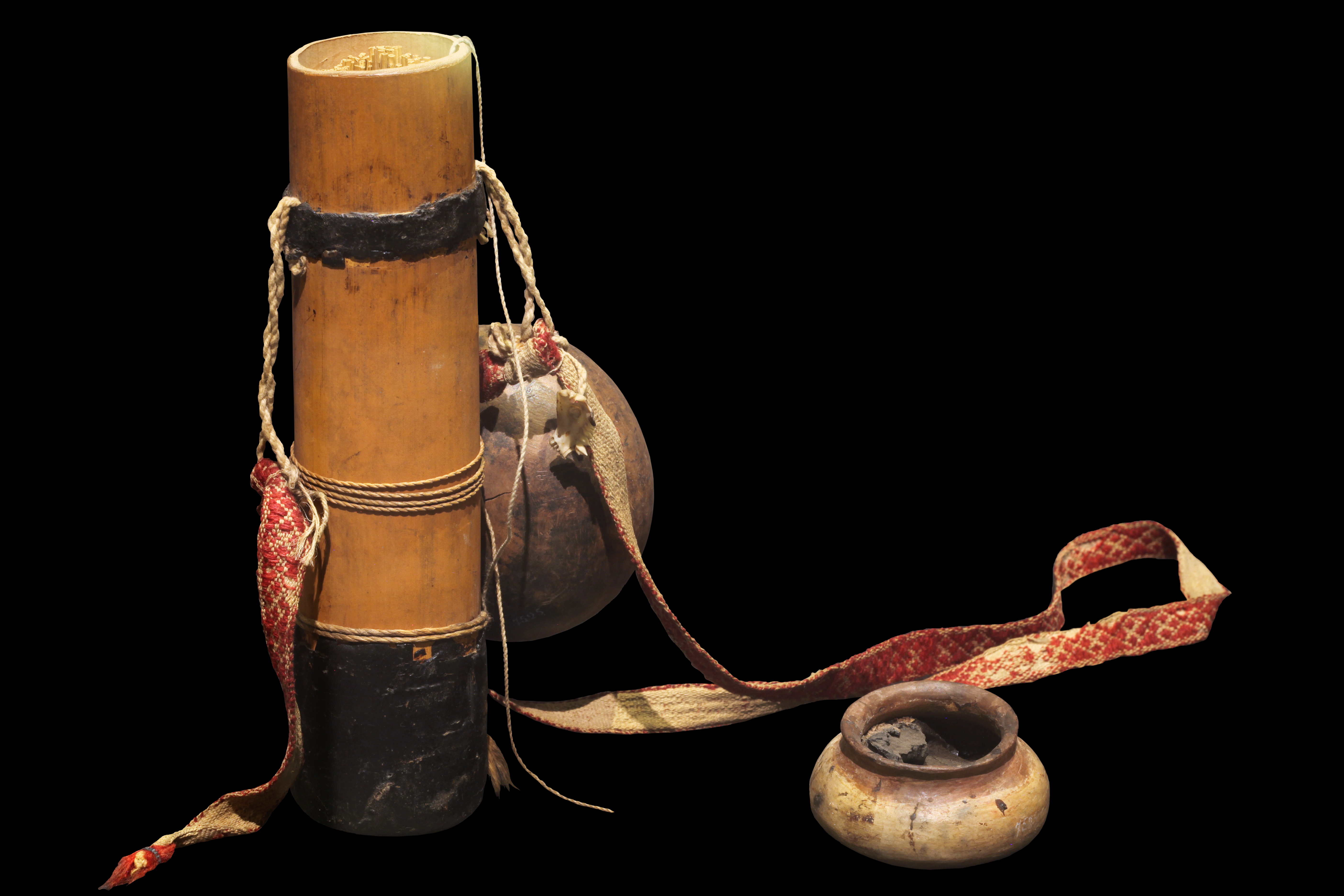
Pouzdro s otrávenými šipkami do foukačky a nádobka s kurare
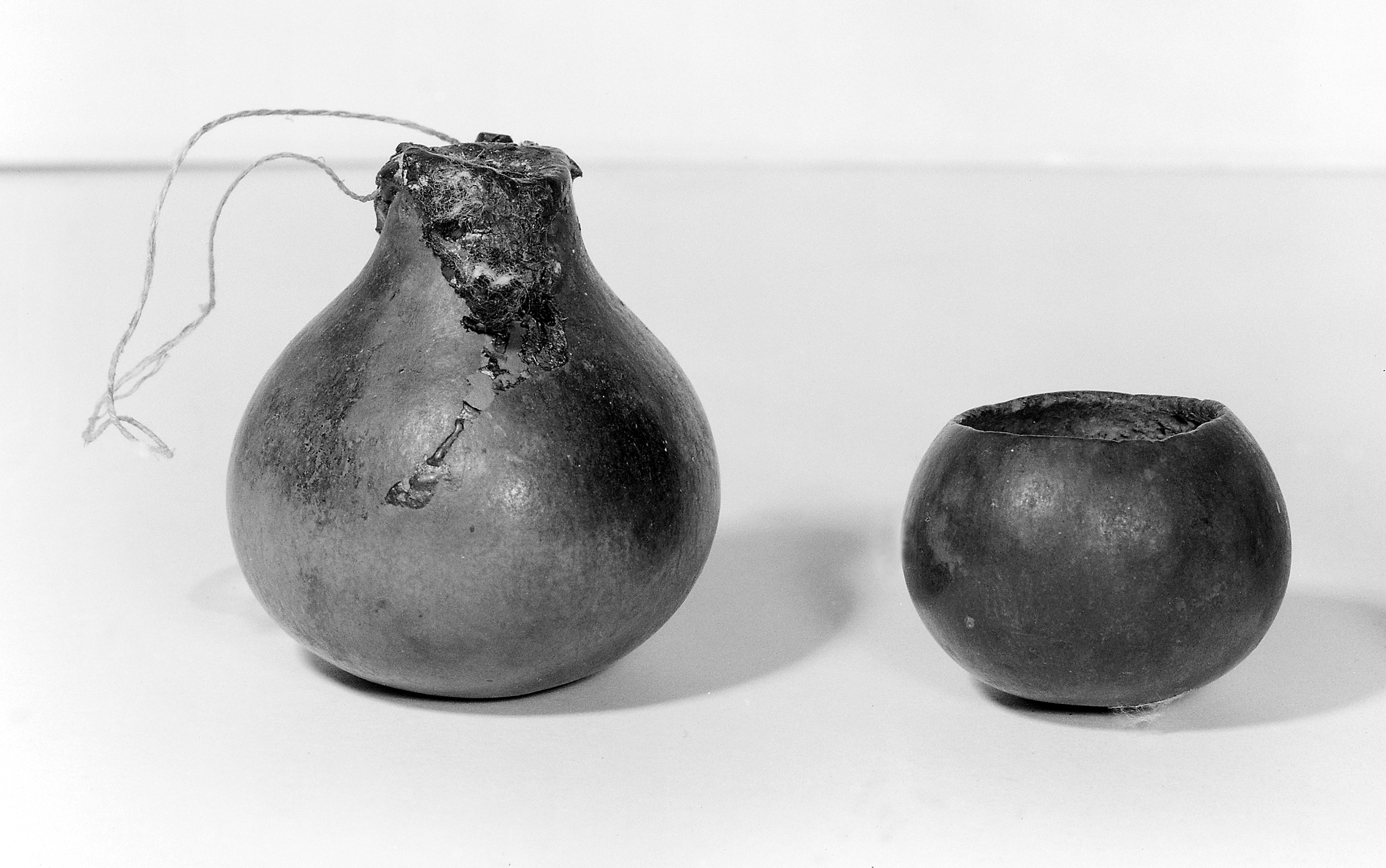
Tykve s kurare
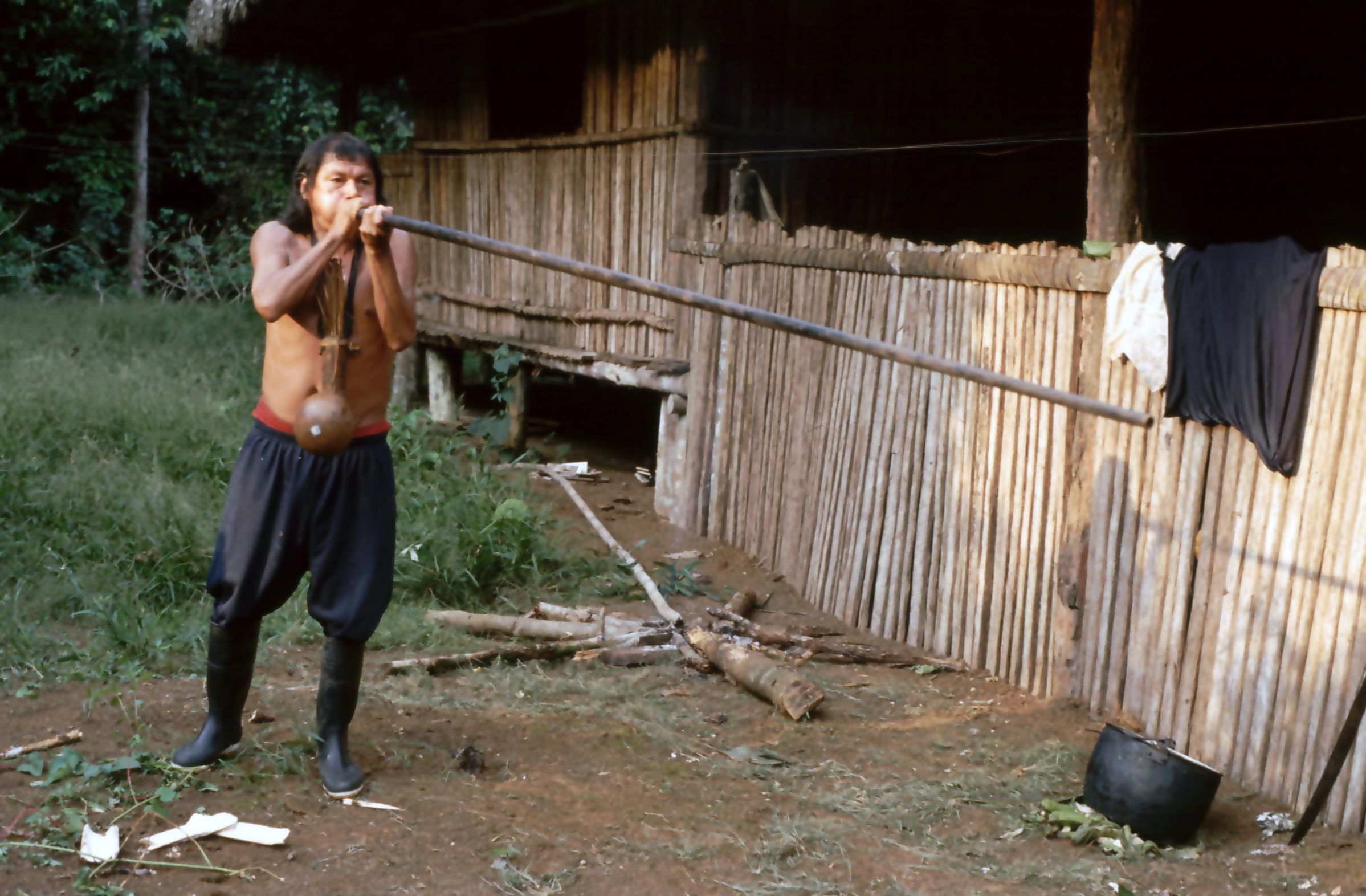
Domorodec s foukačkou v ekvádorské Amazonii

Řidčeji jsou šípové jedy v Amazonii připravovány z jiných rostlin, s odlišným mechanismem účinku než kurare.
Janomamové v jižní Venezuele a severní Brazílii stejně jako Sanema ve Venezuele používají pryskyřici některých druhů rodu virola (Virola theiodora, Virola elongata) nejen jako známý halucinogen ke šňupání, ale také ji nanášejí na špice bambusových šípů. Jed však působí pomalu a zasažené zvíře je potřeba dlouho stopovat.
Amazonští Indiáni Makú, žijící na horním toku Río Negro, naříznou kmen stromu Naucleopsis oblongifolia (syn. N. mello-barretoi) z čeledi morušovníkovité a špičky šípů namáčejí přímo do vytékající latexové šťávy, která obsahuje srdeční glykosidy. Podobné jedy, získávané z různých druhů rodu Naucleopsis a makira (Maquira), využívají i Indiáni kmene Chocó v Kolumbii a Tikuna v Brazílii.

### Kolumbijské pralesničky

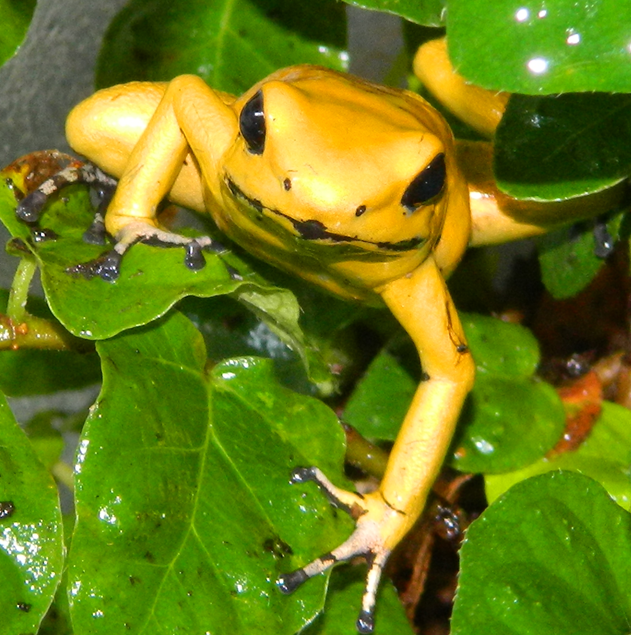
Pralesnička strašná (Phyllobates terribilis)

Specialitou kolumbijských Indiánů kmene Chocó jsou šípové jedy, získávané z drobných žabek pralesniček rodu Phyllobates.
Za tímto účelem jsou doložitelně používány tři druhy těchto žab, svým výskytem omezené výhradně na tropické pralesy západního úbočí And v západní Kolumbii. Jed byl používán již v předkolumbovských časech, první zmínka o něm však pochází až z roku 1825. Je používán do dnešní doby. Jed z jedné žáby stačí asi na 12 šipek.
Nejtoxičtějším druhem je pralesnička strašná (Phyllobates terribilis), která je považována za nejjedovatějšího živočicha vůbec. Je asi 20x toxičtější než zbývající dvě šípové žabky. Druh se vyskytuje na relativně malém území v povodí řeky Saíja a byl popsán až v roce 1978. Příslušníci zdejší kmenové skupiny otírají hroty šipek o záda živé žáby, což stačí k získání dostatečného množství jedu. Zbývající dva druhy ze severněji položeného povodí řeky San Juan, pralesnička zlatopruhá (P. aurotaenia) a pralesnička dvoubarvá (P. bicolor), mají jedu méně.
Domorodci je v pralese sbírají do nádoby z bambusu, kde je přechovávají a krmí. Při přípravě jedu žabku vyndají a napíchnou na kus dřeva, což ji přiměje k sekreci jedu. Někdy ji při tom ještě drží blízko ohně. Jed se začne vylučovat na zádech v podobě bělavé pěny, o kterou si domorodci otírají hroty šipek. Jed si zachovává plnou potenci asi rok. Pod touto bělavou pěnou, která představuje nejúčinnější materiál, se vylučuje žlutavá olejovitá substance, kterou Indiáni opatrně seškrabují a rovněž uchovávají. Z jedné žáby je tak možno získat jed asi na 50 šípů.

## Šípové jedy v Papuasii, Tichomoří a Austrálii
Na Nové Guineji byly k rituálním bojům mezi kmeny používány šípové jedy, připravované z hnijícího zvířecího nebo i lidského masa. Chemický rozbor neprokázal přítomnost účinných látek ze skupiny alkaloidů či srdečních glykosidů. Podobné jedy byly využívány i v Tichomoří.
Sluhové havajského krále používali v 1. polovině 19. století na špice šípů jed z mořského korálu Palythoa toxica. Obsažená látka, palytoxin, je jedním z nejsilnějších jedů, jaký kdy byl na zbraň aplikován. Smrtelná dávka pro člověka činí již 4 μg.
Domorodci na souostroví Vanuatu připravovali šípový jed tak, že vykopali kost mrtvého člověka a rozštípali ji na třísky, které obrousili o kulovitý (mozkový) korál. Poté třísku zarazili do kusu dřeva stromové kapradiny a potřeli hustou šťávou mangrovové dřeviny Excoecaria agallocha z čeledi pryšcovité. Potom vykopali kořen liány, zvané loco, seškrábali vnitřní vláknitou kůru do listu, zabalili a dali péct na oheň. Směs zabalili do síťky z listové pochvy kokosové palmy a pomocí hůlky nanesli na špici šípu. Po zaschnutí zasunuli špici do rákosu a přivázali jemnou strunou. Nakonec šíp nechali vytvrdnout v mořské vodě.
Z Austrálie je o využívání šípových jedů jen velmi málo svědectví. Podle některých údajů používali Austrálci v jihovýchodním Queenslandu na špice kopí šťávu z Excoecaria agallocha, mangrovové rostliny z čeledi pryšcovité.
Některé jedy však Austrálci přece jen využívali. Při lovu emu používali listy bobovité rostliny Tephrosia purpurea, kterými otrávili vodu v místech, kam chodili ptáci pít.

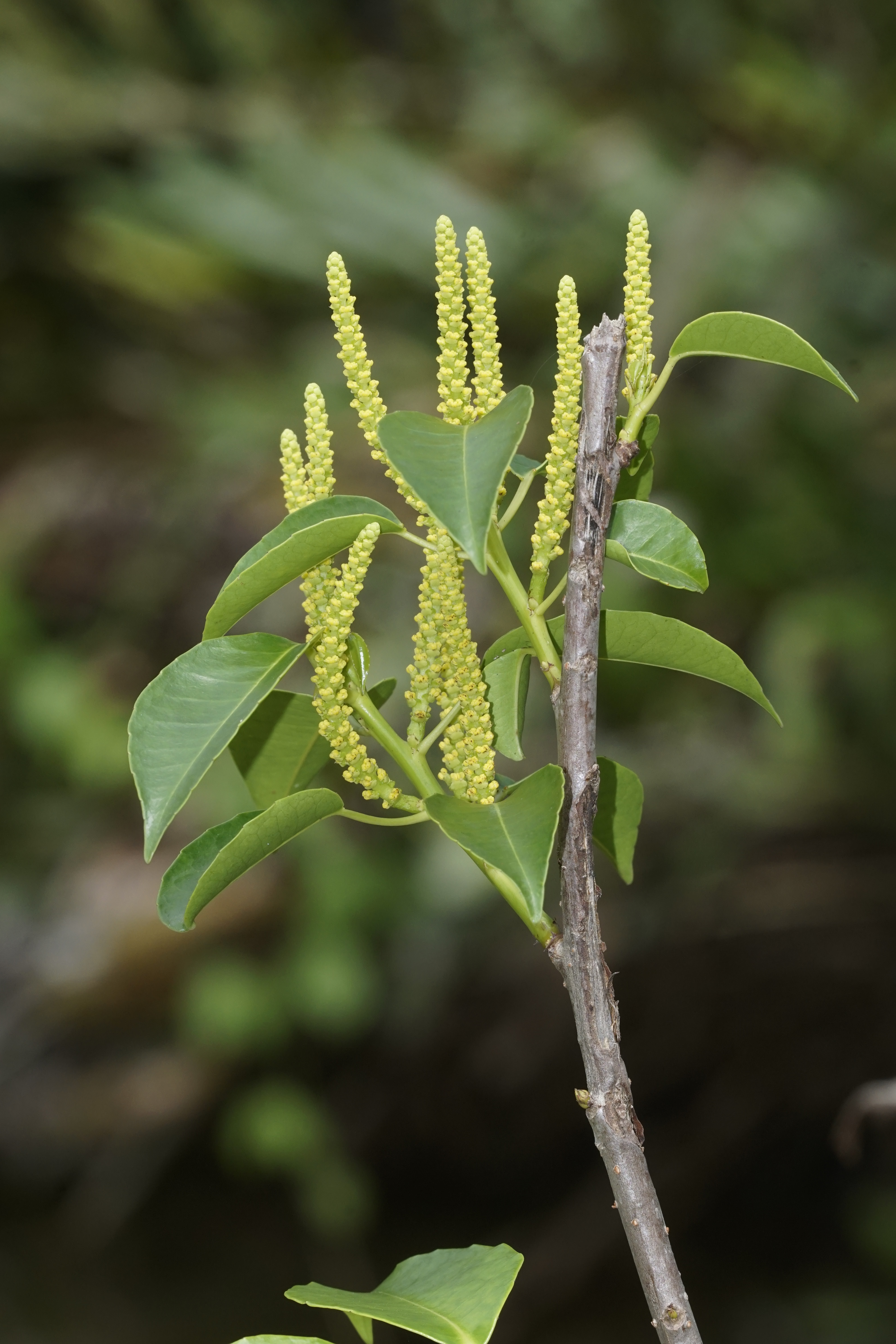
Excoecaria agallocha

## Oběti šípových jedů
Prvním Evropanem, zabitým šípovým jedem v Africe, byl zřejmě Nuno Tristan v ústí řeky Gambie v roce 1447.
Španělský badatel a dobyvatel Juan Ponce de León zemřel v roce 1521 na jižní Floridě po zásahu jedovatým šípem do stehna. Podle názoru historiků se jednalo o jed připravený z mancinely. Ve stejném roce skonal po zásahu jedovatým šípem na filipínském ostrově Mactan jiný slavný badatel, Fernão de Magalhães. Otrávenými šipkami bojovali domorodci na Jávě proti holandským kolonistům. V průběhu druhé světové války napadali japonské vojáky na Borneu a Malajském poloostrově domorodci jedovatými šipkami, vystřelovanými z foukaček.